# Albery Seixas da Cunha
Albery Seixas da Cunha (Belém, 4 de outubro de 1944 – Rio de Janeiro, 7 de abril de 2003), foi um pintor e artista plástico brasileiro. Seus quadros mais famosos são de mulheres nuas. Albery morou em Nova York e Paris e retratou a princesa Caroline de Mônaco. Excêntrico, o artista chegou a ter uma coleção de crânios de animais,empalhou baratas e certa vez chegou a uma exposição na França montado em um elefante. A causa da morte não foi divulgada por sua família.